# 张家砭镇
张家砭镇，是中华人民共和国陕西省榆林市绥德县下辖的一个乡镇级行政单位。
2015年，陕西省民政厅批复同意撤销张家砭乡，设立张家砭镇。

## 行政区划
张家砭镇下辖以下地区：
张家砭村、井畔村、芦硷村、柳湾村、折家硷村、卜家湾村、五里湾村、柳家庄村、邢家塬村、黄家沟村、砚池一坬村、砚池二坬村、砚池三坬村、高硷村、米家硷村、王家硷村、郝家桥村、蒲家圪劳村、穆家楼村、马家坬村、麻家沟村、问沟村、玉家沟村、丁家沟村、十里铺村、五里店村、清水沟村、王家庄村、高石角村、落雁砭村和白家湾村。